# Літній наступ азербайджанських військ 1992
Літній наступ азербайджанських військ — широкомасштабний наступ азербайджанських сил на позиції вірменських сил самооборони влітку 1992 року.
Якщо раніше нерішучість азербайджанських військ пояснювалась внутрішніми суперечностями між номенклатурним центром й націоналістичною опозицією, то обрання Абульфаза Ельчибея президентом Азербайджану дозволило мобілізувати сили та вжити контрнаступу на Нагірний Карабах . Попри те що бої йшли за 5 км від Мардакерта, вірменам вдалось відбити села Сархавенд і Кічан, що мали стратегічне значення. Під час повернення Сархавенда було захоплено 10 одиниць бронетехніки (танки Т-72 і БТР). Вірменська сторона пояснювала стрімкість азербайджанського наступу передачею Азербайджану військовим керівництвом РФ 100 танків та участю російських військовослужбовців (за даними «Коммерсанта» з 200 загиблих під Сархавендом азербайджанських солдат більшість були слов'янами, що підтверджують полонені) у бойових операціях, що заперечує міністерство оборони Азербайджану. За свідченнями взятих у полон офіцерів-слов'ян, за годину до атаки їм обіцяно по 15 тис. карбованців. Міністр оборони РФ Павло Грачов у розмові з Ширханяном заявив, що дислокована в Азербайджані 4-а російська армія зберігає суворий нейтралітет, а полонені вірменами офіцери — не російські військовослужбовці, а найманці, щодо яких вірмени можуть чинити на власний розсуд. Рада самооборони НКР ухвалила рішення розстрілювати найманців, права яких міжнародними актами не захищені, на відміну від громадян Азербайджану, які, будучи військовополоненими, мають інтернуватись та обмінюватись .
У наступі азербайджанських військ на боці Азербайджану брали участь російські десантники 28-го гянджинського повітряно-десантного полку під командуванням Володимира Шаманова, пізніше нагороджені керівництвом Азербайджану . Окрім них у наступі брали участь загони Сурета Гусейнова, якому було присвоєно звання національного Героя Азербайджану .,Іскендера Гамідова (лідера пантюркістської партії Бозгурт), а також Ягуба Мамедова, який очолював загін «соколів-захисників».
Літній наступ Армії Азербайджану був єдиним успішним за весь період Карабаської війни. 29 червня поблизу села Гасанкая Мардакертського району потрапили в оточення й були убиті 79 вірменських бійців.
Локальний успіх на півночі Мардакертського району сприяв азербайджанській армії недовго, оскільки ближче до середини липня наступ ущух, й вірмени перейшли у контрнаступ. Сили оборони НКР, провівши низку успішних операцій, ліквідували вогневі точки Армії Азербайджану на території Мардакертського району, й стратегічні висоти знову перейшли під контроль вірменів.